# Anna Luther
Anna Luther (Newark, 7 luglio 1897 – Hollywood, 16 dicembre 1963) è stata un'attrice statunitense che iniziò la sua carriera cinematografica all'epoca del muto.

## Filmografia
- Hearts of the Dark - cortometraggio (1913)
- The Fly Leaf of Fate - cortometraggio (1913)
- The Changeling, regia di George Terwilliger - cortometraggio (1914)
- The Debt
- Three Men and a Woman
- The Attorney's Decision
- The Wolf
- The Double Life, regia di Harry Myers - cortometraggio (1914)
- The Man from the Sea, regia di John Ince - cortometraggio (1914)
- The Pursuing Shadow, regia di Tom Terriss (1915)
- The Isle of Content, regia di George Nichols - cortometraggio (1915)
- The Scarlet Lady, regia di George Nichols - cortometraggio (1915)
- When Love Is Mocked, regia di George Nichols - cortometraggio (1915)
- Mutiny in the Jungle, regia di Frank Beal - cortometraggio (1915)
- I'm Glad My Boy Grew Up to Be a Soldier, regia di Frank Beal - mediometraggio (1915)
- Crooked to the End, regia di Edwin Frazee - cortometraggio (1915)
- The Manicure Girl, regia di Burton L. King - cortometraggio (1916)
- The Village Vampire, regia di Edwin Frazee - cortometraggio (1916)
- Bath Tub Perils, regia di Edwin Frazee - cortometraggio (1916)
- The Sacrifice, regia di Frank Beal - cortometraggio (1916)
- The Beast
- The Island of Desire
- Melting Millions
- Her Father's Station
- Love and Logs, regia di Walter C. Reed - cortometraggio (1917)
- Moral Suicide
- The Marriage Bubble
- Her Moment
- Woman, Woman!
- The Jungle Trail
- The Great Gamble
- The Lurking Peril
- Why Women Sin
- Soul and Body
- The Woman Who Believed
- The Truth About Wives
- The Governor's Lady
- Sinners in Silk
- The Fatal Plunge
- Ten After Ten
- Life in Hollywood No. 6
- L'amore bussa tre volte
- Arriva John Doe!
- Le tre donne di Casanova
- Fatta per amare
- Il principe coraggioso
- Fermata per 12 ore